# Trận Hà Vy
Trận Hà Vy là một trận đánh trong Kháng chiến chống Mỹ cứu nước của Quân Giải phóng miền Nam Việt Nam kết hợp với du kích địa phướng nhằm chống lại cuộc đổ bộ bằng trực thăng vận của lính thủy đánh bộ Mỹ dọc bờ sông Vu Gia đến khu vực làng Hà Vy và làng Ngọc Kinh ở xã Lộc Vĩnh (nay là xã Đại Hồng, huyện Đại Lộc, tỉnh Quảng Nam).

## Bối cảnh
Lộc Vĩnh nối liền với hành lang Núi Lở, động Hà Sống, Ba Khe, Thượng Đức. Phong trào tìm Mỹ mà diệt của Quân Giải phóng miền Nam ở vùng Đại Lộc đã làm Hoa Kỳ và Việt Nam Cộng hòa lo sợ và tìm mọi cách đánh phủ đầu, tạo bàn đạp tiến công lên các huyện phía tây Quảng Nam.

## Diễn biến
8 giờ sáng ngày 2/4/1966, lính Mỹ dùng máy bay ném bom dữ dội dọc bờ sông Vu Gia đến thôn Hà Vy và dọc rìa thôn Ngọc Kinh để mở đường đổ bộ xuống Hạ Vy. Sau đó lính Mỹ cho hàng chục máy bay trực thăng HU-1A đổ một đại đội thủy quân lục chiến xuống bãi cát ven sông Vu Gia và chia làm hai mũi kéo vào Hà Vy.
Do không biết có phục binh của Quân Giải phóng, lính Mỹ dàn hàng ngang đi vào làng. Từ các vị trí ẩn nấp, Quân Giải phóng và lính du kích xả súng vào hàng ngũ của lính Mỹ khiến lính Mỹ cuống quýt, tụm lại. Điều này khiến cho thương vong của Mỹ gia tăng. Sau đó, lính Mỹ chạy ra ngoài bờ sông, dùng bom xăng thả vào làng song song với việc tăng cường thêm hai đại đội ứng cứu và tiếp tục tấn công vào thôn Hà Vy. Tuy nhiên, Quân Giải phóng và lực lượng du kích tiếp tục chống trả quyết liệt. Đến 21 giờ ngày 2-4, QGP và du kích rút hoàn toàn ra khỏi Lộc Vĩnh. Lính Mỹ phải co cụm lại, mấy ngày sau dùng trực thăng rút tàn quân bại trận và đưa xác lính Mỹ về căn cứ.

## Kết quả và ý nghĩa
QGP diệt gọn một đại đội Mỹ, đánh thiệt hại nặng hai đại đội khác, bắn rơi 1 máy bay trực thăng, phá hỏng 1 trực thăng khác, thu được chiến lợi phẩm gồm 28 khẩu Kran M2, một đại liên M60 và nhiều súng khác. Chiến thắng này đã cổ vũ quân và dân Đại Lộc đẩy mạnh phong trào thi đua: "Tìm Mỹ mà đánh, tìm nguỵ mà diệt".